# Festivalbar 1990 (compilation)
Festivalbar 1990 è una compilation di brani musicali famosi nel 1990, pubblicata dalla PolyGram su etichetta Philips nell'estate di quell'anno in concomitanza con l'edizione omonima del Festivalbar.
La versione su LP e MC della raccolta era suddivisa in due volumi, per un totale di 32 brani, mentre il formato CD consisteva in un solo disco, contenente una selezione di 20 brani.

## Tracce

### Disco 1
Lato A
1. Fabio Concato - Dancing Blu
2. Francesco Baccini e Ladri di biciclette - Sotto questo sole
3. Nino Buonocore - Scrivimi
4. Formula 3 - Eppur mi son scordato di te
5. Scialpi - Il grande fiume
6. Tullio De Piscopo - Jastao
7. Mango - Ma com'è rossa la ciliegia
8. Denovo - Mi viene un brivido

Lato B
1. Snap! - The Power
2. Beats International - Dub Be Good to Me
3. Roe - Soledad
4. Yazz - Treat me Good
5. Papa Winnie - Brothers and Sisters
6. Faith No More - Epic
7. Mission - Butterfly on a Wheel
8. Jason Donovan - Hang On to Your Love

### Disco 2
Lato A
1. Lisa Stansfield - What Did I Do to You?
2. Cameo - I Want It Now
3. Candy Flip - Strawberry Fields Forever
4. The Adventures of Stevie V - Dirty Cash
5. Salt-n-Pepa - Expression
6. Double Trouble - Talk Back
7. Jo Squillo - Whole Lotta Love
8. Lisa Hunt - Free Man

Lato B
1. Elton John - Club at the End of the Street
2. Bob Geldof - The Great Song of Indifference
3. Bananarama - Only Your Love
4. Hothouse Flowers - Give It Up
5. Conspiracy - Everytime You Leave
6. Twenty 4 Seven - I Can't Stand It
7. Black Box - Everybody Everybody
8. Anita Ward - Ring My Bell

### CD
1. Elton John - Club at the End of the Street
2. Roe - Soledad
3. Fabio Concato - Dancing Blu
4. Bob Geldof - The Great Song of Indifference
5. Candy Flip - Strawberry Fields Forever
6. Papa Winnie - Brothers and Sisters
7. Yazz - Treat Me Good
8. Snap! - The Power
9. Black Box - Everybody Everybody
10. Twenty 4 Seven - I Can't Stand It
11. Francesco Baccini e Ladri di biciclette - Sotto questo sole
12. Lisa Stansfield - What Did I Do to You?
13. Hothouse Flowers - Give It Up
14. Formula 3 - Eppur mi son scordato di te
15. Tullio De Piscopo - Jastao
16. Jason Donovan - Hang On to Your Love
17. Nino Buonocore - Scrivimi
18. Bananarama - Only Your Love
19. Scialpi - Il grande fiume
20. Mango - Ma com'è rossa la ciliegia

## Classifiche

### Festivalbar
| Classifica (1990)                     | Posizione |
| ------------------------------------- | --------- |
| Classifica degli album italiana       | 10        |
| Classifica di fine anno italiana 1990 | 56        |